# 切法拉迪亚纳
切法拉迪亚纳（義大利語：Cefalà Diana），是意大利西西里大区巴勒莫广域市的一个市镇。总面积9平方公里，人口1018人，人口密度113.1人/平方公里（2009年）。ISTAT代码为082026。